# Боніфас Александр
Боніфас Александр (фр. Boniface Alexandre; 31 липня 1936 — 4 серпня 2023) — тимчасовий президент Гаїті з лютого 2004 до травня 2006 року.

## Життєпис
За освітою — юрист. 25 років працював адвокатом у юридичній фірмі. 1990 року став членом Верховного суду Гаїті, а 2002 президент Жан-Бертран Аристид призначив його головним суддею.
Після вигнання Аристида у лютому 2004 року Александр, як головний суддя Верховного суду склав присягу як тимчасовий президент. Одним із перших заходів, ужитих Александром на новому посту стало надсилання офіційного запиту до Ради безпеки ООН з проханням відрядження до Гаїті багатонаціональних сил з підтримання миру й відновлення порядку. РБ ООН одразу ж задовольнила це прохання. Вийшов у відставку 14 травня 2006 року після перемоги Рене Преваля на президентських виборах.